# Geocode
Een geocode is een geografische code waardoor een punt of gebied op de aardoppervlakte geïdentificeerd kan worden.
Codes kunnen op verschillende manieren worden opgezet volgens:
- de manier van coderen van het gebied (getal, letter, beide of anders)
- Het type gebied of plaats die gecodeerd wordt (land, provincie, vliegveld, spoorwegstation, stad, meer enzovoorts)
- de scheiding tussen wel en niet gecodeerde gebieden / punten
- de tijd waarvoor de code geldig is

## Enkele voorbeelden
Sommige van deze systemen zijn enkel te gebruiken volgens licentie, terwijl andere vrij te gebruiken zijn.
- Geocodes voor spoorlijnen in Nederland
- Geografische coördinaten met breedtegraden en lengtegraden, geeft een punt aan maar kan ook worden gebruikt om een gebied aan te duiden, gratis
- Andere coördinatensystemen
- IATA-luchthavencodes, aangaven van gebied en punt, vliegvelden
- ICAO-codes, aangaven van gebied en punt, vliegvelden
- IANA-landcodes, zie Top-level-domein
- IOC-landcodes, gebied, wereldwijd
- ISO 3166 gebiedscode, land/natie, landsdeel
- landcodes gegeven door de Wereldpostunie
- Landnummers - dat deel van het telefoonnummer dat verwijst naar een specifiek land.
- NUTS gebiedscode: opgesteld door Eurostat om een zekere uniformiteit en standaardisatie te krijgen in de statistieken over de Europese Unie.
- Postcodes, gebiedsgebonden
- UN/LOCODE voor vliegvelden, havens en steden
- woonplaatscode in de Basisregistraties Adressen en Gebouwen in Nederland